# Качулесто диво жито
Качулесто диво жито или Качулест егилопс (Aegilops comosa) е едногодишно туфесто тревисто растение от семейство Житни. Видът е критично застрашен в България. Включен е в Червената книга на България и Закона за биологичното разнообразие.
Стъблата му са по няколко, с височина между 15 и 40 cm. Листата му са широки 1 – 2 mm, линейноланцетни, голи или разпръснатовлакнести; долните влагалища са влакнести, а горните – голи, слабо подути. Съцветието представлява цилиндричен клас с дължина 1,5 – 3 cm (без осилите), в основата е с 1 – 2 недоразвити и 2 – 3 странични нормални класчета. Само връхното класче е с 6 дълги осила, при плодоносене целият клас се разпада над недоразвитите класчета. Плевите са дълги 9 – 10 mm и широки 2 mm, на страничните класчета – двузъби или понякога с къс осил, на връхното – постепенно стеснени в 3 осила. Долните плевици на цветовете са късо двузъби или осилести. Плодът представлява гръбокоремно сплескано зърно с бразда по цялата коремна дължина. Цъфти през април-май и плодоноси през май-юни. Видът е ветроопрашващ се и се размножава със семена.
Видът е разпространен на територията на България, Гърция и Турция. В България се среща в Бесапарските ридове на около 200 m н.в.